# Флора Мадагаскара

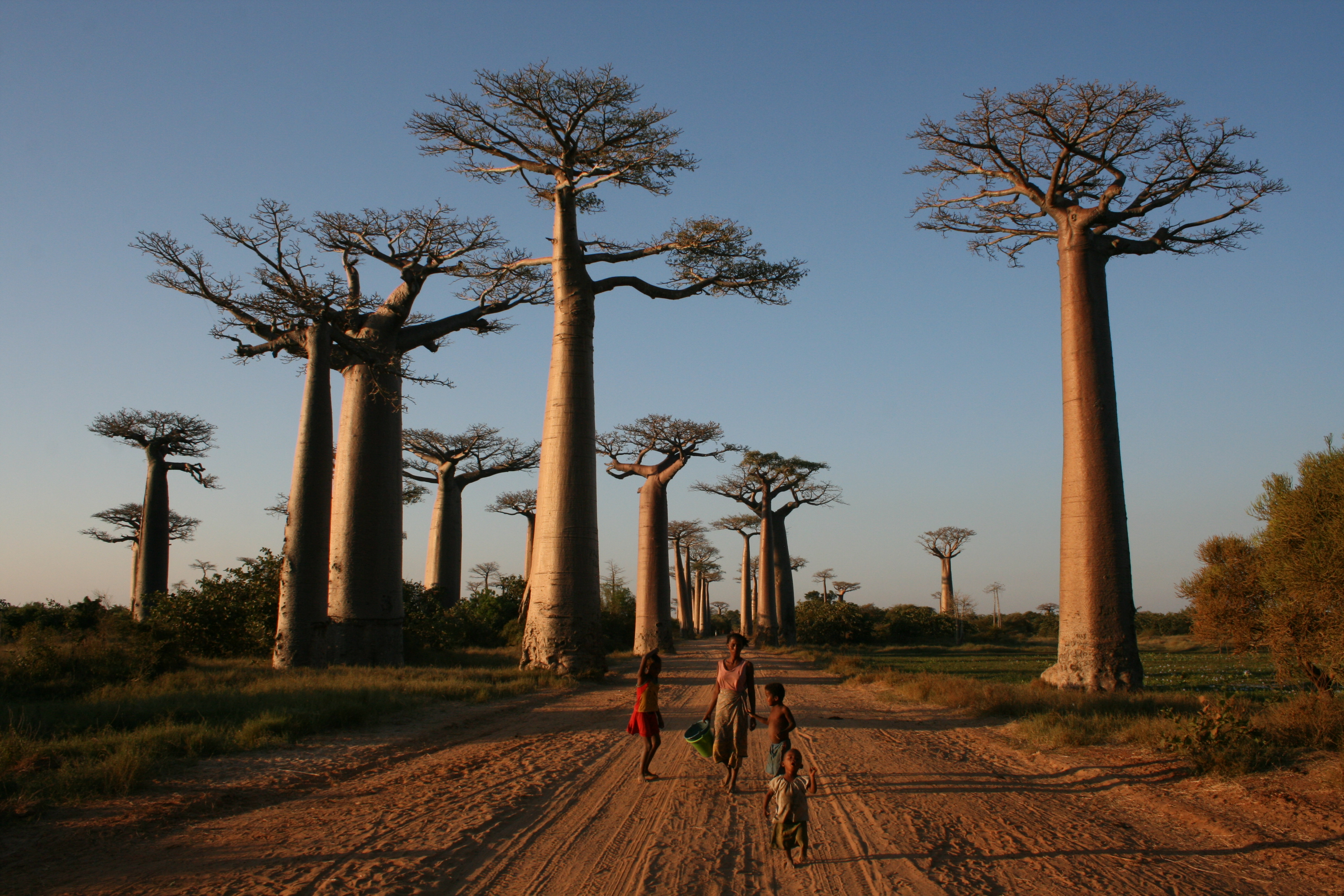
Аллея баобабов — первый памятник природы Мадагаскара

Флора Мадагаскара состоит из более чем 12 000  растений, а также малоизученного количества грибов и водорослей. Около 83 % сосудистых растений Мадагаскара встречаются только на острове. Эти эндемики включают пять  растений, 85 % из более чем 900 видов орхидей, около 200 видов пальм и такие знаковые виды, как дерево путешественника, шесть видов баобаба и мадагаскарский барвинок. Высокая степень эндемизма объясняется длительной изоляцией Мадагаскара после его отделения от африканских и индийских массивов суши в мезозое, 150—160 и 84—91 миллионов лет назад, соответственно. Однако от древней Гондванской флоры сохранилось несколько линий растений; большинство сохранившихся групп растений иммигрировали через океан после распада континентов.
После отделения от материка Мадагаскар, вероятно, пережил сухой период, и тропические леса расширились только позже в олигоцене до миоцена, когда количество осадков увеличилось. Сегодня влажные леса, в том числе низинные леса, в основном встречаются на восточном плато, где обильные дожди из Индийского океана улавливаются береговым откосом. Большая часть Центрального нагорья, в экорегионе субгумидных лесов, сегодня преобладают луга. Они широко известны как результат преобразования человеческого ландшафта, но некоторые из них могут быть более древними. Пастбища представляют собой мозаику с лесными массивами и кустарниками, в том числе тапиевыми лесами, и жестколистными зарослями в высоких горах. Сухие леса и сочные редколесья встречаются в более сухой западной части и переходят в уникальные колючие заросли на юго-западе, где количество осадков минимально, а сезон дождей самый короткий. Мангровые заросли встречаются на западном побережье, а множество водно-болотных угодий с адаптированной флорой встречаются по всему острову.
Первое присутствие человека на Мадагаскаре датируется лишь 2000-4000 годами назад, а заселение внутренних районов страны произошло столетия спустя. Малагасийцы использовали местную флору для различных целей, включая пищу, строительство и медицину. Экзотические растения были завезены первыми поселенцами, позже торговцами и французскими колонизаторами, и многие из них стали важными для сельского хозяйства. Среди них рис, основное блюдо малагасийской кухни, выращиваемое на террасных полях в высокогорьях, а также большой батат, таро, коровий горох и плантан. Плантационные культуры включают личи, гвоздику, кофе и ваниль, которые сегодня являются одними из основных экспортных продуктов страны. Известно более 1300 интродуцированных растений, из которых около 600 стали натурализованными, а некоторые — инвазивными.
Рост населения и экономическая активность оказали давление на естественную растительность в регионе, особенно из-за массовой вырубки лесов. Высокий эндемизм и разнообразие видов Мадагаскара в сочетании с резким сокращением первичной растительности делают остров глобальным очагом биоразнообразия. Для сохранения естественной среды обитания охраняется около 10 % поверхности суши, в том числе объекты всемирного наследия Цинги-де-Бемараха и тропические леса Ацинананы. В то время как исторически в основном европейские натуралисты описывали флору Мадагаскара с научной точки зрения, сегодня ряд национальных и международных гербариев, ботанических садов и университетов документируют разнообразие растений и занимаются его сохранением.

## Разнообразие и эндемизм
Мадагаскар называют «одним из самых уникальных в флористическом отношении мест в мире». По состоянию на 2018 год согласно Каталогу растений Мадагаскара было известно 343 семейства сосудистых растений и мохообразных, насчитывающих примерно 12000 видов. Многие группы растений еще недостаточно изучены. Мадагаскар является вторым по количеству сосудистых растений островом после Новой Гвинеи. Из сосудистых растений 83 % являются эндемиками: они встречаются только на Мадагаскаре. Эти эндемики включают пять полных семейств растений: Астеропейные, Барбюйевые, Физеновые, Сарколеновые и Сферосепаловые. По оценкам, 96 % деревьев и кустарников Мадагаскара являются эндемиками.

### Сосудистые растения

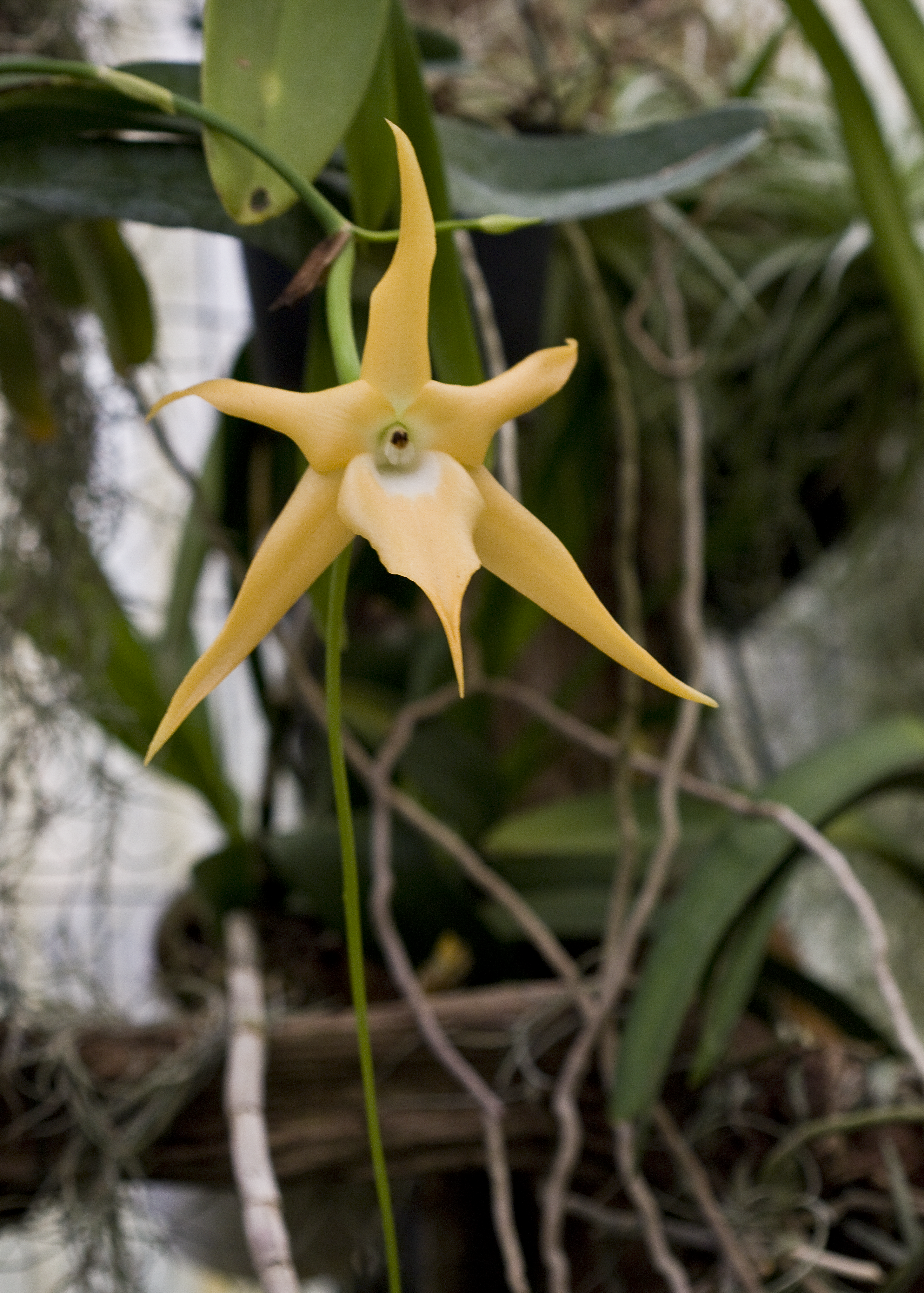
Орхидея Дарвина (Angraecum sesquipedale), одна из более чем 900 орхидей на Мадагаскаре

Среди не цветущих растений на Мадагаскаре насчитывается около 570 описанных видов папоротников, плаунов и родственных им групп. Около половины из них являются эндемичными; в семействе чешуйчатых древовидных папоротников Циатейные, произрастающих во влажных лесах, все 47 видов, кроме трёх, являются эндемиками. Шесть хвойных растений рода Podocarpus – все эндемики – и один саговник (Cycas thouarsii), являются родными для острова.
Среди цветковых растений базальные группы и магнолииды составляют около 320 мадагаскарских видов, около 94 % из которых являются эндемиками. Наиболее богатыми видами являются семейства Анноновые, Лавровые, Монимиевые и Мускатниковые, состоящие в основном из деревьев, кустарников и лиан, а также преимущественно травянистое семейство перцев (Перечные).
Однодольные очень разнообразны. В их число входят самые богатые видами семейство растений Мадагаскара — орхидеи (Орхидные), насчитывающие более 900 видов, из которых 85 % являются эндемиками. Пальмы (Пальмовые) насчитывают около 200 видов на Мадагаскаре (большинство из них относятся к большому роду Dypsis), что более чем в три раза больше, чем в континентальной Африке; все виды, кроме пяти, являются эндемичными. Другие крупные семейства однодольных включают Пандановые с 88 эндемичными видами панданов (Pandanus), которые в основном встречаются от влажных до сырых мест обитания, и Асфоделовые с большинством видов и более 130 эндемиками суккулентного рода Алоэ. Травы (Злаки, около 550 видов) и осоки (Осоковые, около 300) богаты видами, но имеют более низкий уровень эндемизма (40 % и 37 %, соответственно). Эндемичное дерево путешественника (Ravenala madagascariensis), национальная эмблема и широко распространенное растение, является единственным мадагаскарским видом в семействе Стрелитциевые.

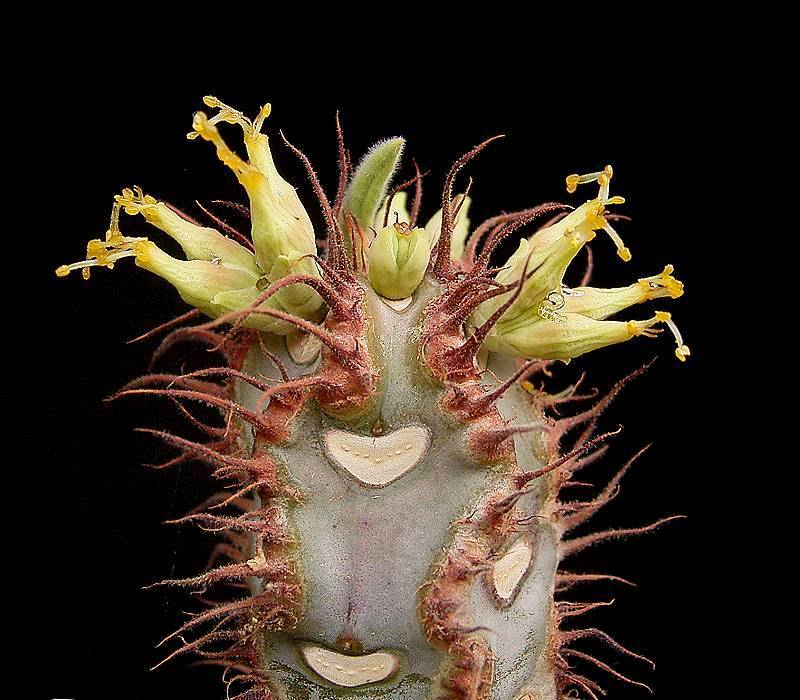
Euphorbia iharanae, эндемичный суккулент с севера Мадагаскара

Настоящие двудольные составляют большую часть разнообразия растений Мадагаскара. Их самые богатые видами семейства на острове:
- Бобовые (662 вида — 77 % эндемиков), на долю которых приходится много деревьев во влажных и сухих лесах, включая палисандр;
- Мареновые (632 — 92 %), в частности более 100 эндемичных видов Psychotria и 60 эндемичных видов Coffea;
- Астровые (535 — 81 %), среди бессмертников более 100 эндемичных видов;
- Акантовые (500 — 94 %) с 90 эндемичными видами Hypoestes;
- Молочайные (459 — 94 %), особенно крупные роды Croton и Euphorbia;
- Мальвовые (486 — 87 %), в том числе большой род Dombeya (177 – 97 %) и семь из девяти баобабов (Adansonia), шесть из которых являются эндемиками;
- Кутровые (363 — 93 %), включая Мадагаскарский барвинок (Catharanthus roseus);
- Меластомовые (341 — 98 %), в основном деревья и кустарники.

### Не сосудистые растения
Контрольный список за 2012 год включает 751 вид мхов и внутривидовых таксонов, 390 печёночных мха и три антоцеротофита. Около 34 % мхов и 19 % печеночников являются эндемиками. Неизвестно, сколько из этих видов могло вымереть с момента их открытия, и некоторые из них, вероятно, еще предстоит описать.

### Грибы
На Мадагаскаре существует много неописанных видов грибов. В стране употребляется большое количество съедобных грибов, особенно из родов Auricularia, Lepiota, Cantharellus (лисички) и Russula (сыроежки). Большинство эктомикоризных видов встречается на плантациях интродуцированного эвкалипта и сосны, а также в естественных лесах тапиа (Uapaca bojeri). Хитридовый гриб Batrachochytrium dendrobatidis, ответственный за хитридиомикоз, инфекционное заболевание, угрожающее популяциям амфибий во всем мире, долгое время считался отсутствующим на Мадагаскаре. Однако в 2010 году он был зарегистрирован и с тех пор подтвержден в различных районах и во многих семействах лягушек, что предупредило ученых о новой угрозе для уже находящейся под угрозой исчезновения фауны лягушек острова.
Было зарегистрировано более 500 видов лишайников Мадагаскара, но истинное количество было оценено как минимум в два раза выше. Влажные тропические районы с кремнистой коренной породой составляют примерно две трети территории страны, и именно там было обнаружено большинство лишайников. Сухие тропические районы с гранитными и известняковыми породами составляют остальную треть страны, в этих местообитаниях зарегистрировано чуть более 20 видов.

### Водоросли
Водоросли, представляющие собой разнообразную группу фотосинтезирующих организмов, не являющихся растениями, в целом малоизвестны на Мадагаскаре. Обзор пресноводных диатомовых водорослей перечислил 134 вида; большинство из них было описано из ископаемых отложений, и неизвестно, вымерли ли они. Предполагается, что на Мадагаскаре обитает богатая эндемичная диатомовая флора. Отложения диатомей из озерных отложений были использованы для реконструкции палеоклиматических изменений на острове.

## Типы растительности

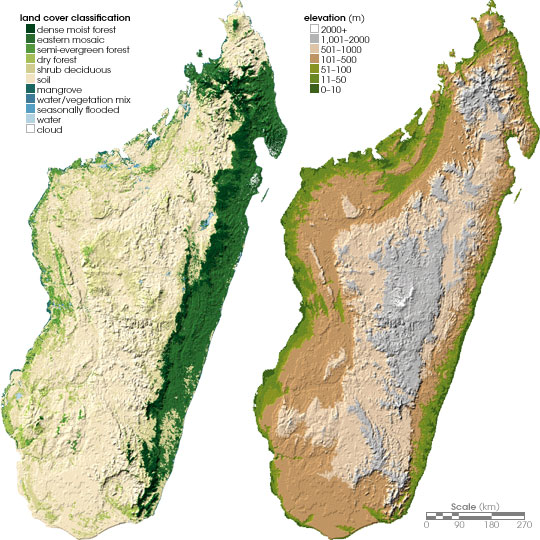
Две карты Мадагаскара, показывающие растительный покров слева и топографию справа

Мадагаскар отличается контрастными и уникальными типами растительности, определяемыми в основном топографией, климатом и геологией. Крутой восточный откос захватывает большую часть осадков, приносимых пассатами с Индийского океана. Следовательно, в восточном поясе находится большая часть влажных лесов, а в западном — более сухая растительность. Регион дождевой тени на юго-западе имеет субаридный климат. В центральном нагорье, выше 800 м (2600 футов), есть несколько высоких гор, хотя массив Царатанана на севере имеет самую высокую высоту, а именно 2876 м (9436 футов). На западном побережье самые высокие температуры, среднегодовые значения до 30 °C (86 °F), в то время как высокие массивы имеют прохладный климат со среднегодовыми значениями 5 °C (41 °F). Геология Мадагаскара представлена в основном магматическими и метаморфическими породами фундамента с некоторым количеством лавы и кварцита на центральном и восточном плато, в то время как в западной части есть пояса песчаника, известняка (включая образования карста) и рыхлого песка.
Заметное различие между востоком, центром и западом среди флоры Мадагаскара было описано еще в 1889 году английским естествоиспытателем Ричардом Бароном. Авторы двадцатого века, в том числе Анри Перье-де-ла-Бати и Жан-Анри Юмбер, построили на этой концепции и предложили несколько похожих систем классификации, основанных на флористических и структурных критериях. Классификация Атласа растительности Мадагаскара от 2007 года выделяет 15 типов растительности (включая два деградированных типа и возделывание) на основе спутниковых изображений и наземных съемок; они определяются в основном по структуре растительности и различаются по видовому составу в разных частях острова. Они частично соответствуют семи наземным экорегионам, определенным Всемирным фондом дикой природы (WWF) на Мадагаскаре.

### Влажные леса
Тропические леса покрывают около 8 % острова, но раньше их было в два раза больше. Он колеблется от уровня моря до высоты 2750 м (9020 футов) и в основном встречается на восточных плато, на породах фундамента с латеритными почвами. На севере влажный лес простирается на запад до бассейна реки Самбирано и островов, включая Нуси-Бе. Годовое количество осадков составляет 1500—2400 мм (59-94 дюйма) — до 6000 мм (240 дюймов) в таких областях, как полуостров Масуала – а сухой сезон короткий или отсутствует. Преимущественно вечнозеленый лес высотой до 35 м (115 футов) состоит из деревьев и подлеска из разных семейств, таких как Бурзеровые, Эбеновые, Бобовые и Мускатниковые; часто встречаются бамбук и лианы. Циклоны обрушиваются на восточное побережье Мадагаскара каждые несколько лет и могут разрушить местообитания. Всемирный фонд дикой природы относит восточный пояс влажных лесов на высоте ниже 800 м (2600 футов) к экорегиону «низинные леса» а горные леса высокогорья — к экорегиону «субгумидные леса».
Деградированные влажные леса (savoka на малагасийском) занимают около десяти процентов территории острова. Она охватывает различные стадии деградации и состоит из остатков лесов и насажденных или иным образом интродуцированных видов. Это в первую очередь результат подсечно-огневой обработки в девственных лесах. Некоторые фрагменты леса по-прежнему обладают значительным биоразнообразием.
Прибрежный лес, расположенный в нескольких изолированных районах вдоль восточного побережья, покрывает менее 1 % территории суши, в основном на песчаных отложениях. Климат влажный, с годовым количеством осадков 1300-3200 мм (51-126 дюймов). Прибрежный лес охватывает песчаные почвы, болотные леса и луга. Флора включает различные семейства деревьев, лианы, эпифитные орхидеи и папоротники; в болотных лесах распространены панданы (Pandanus) и дерево путешественника (Ravenala madagascariensis). Он входит в экорегион WWF «низинные леса».
Изолированный участок влажного леса на юго-западе, на восточном склоне массива Аналавелона, классифицируется Атласом как «Западный влажный лес». Встречается на лавах и песке на высоте 700—1300 м (2300-4300 футов) над уровнем моря. Лес поддерживается за счет конденсации влаги из восходящего воздуха. Он не охраняется, но местное население считает его священным. WWF относит его к экорегиону «субгумидные леса».

### Сухие леса и заросли
Сухой лес, составляющий примерно 5 % поверхности острова, находится на западе, от северной оконечности острова до реки Мангуки на юге. Он колеблется от уровня моря до 1600 м (5200 футов) над уровнем моря. Климат от субгумидного до сухого, с 600—1500 мм (24—59 дюймов) годового количества осадков и сухим сезоном около шести месяцев. Геология разнообразна и может включать известняк, образующий размытые карстовые выходы на поверхность. Растительность разнообразна; он простирается от леса до кустарника и включает деревья семейств Бурзеровые, Бобовые, Молочайные и виды баобабов. WWF классифицирует северную часть этой растительности как экорегион «сухих лиственных лесов» а южную часть, включая самый северный ареал Дидиереевых, как экорегион «суккулентных лесов».
«Западные субгумидные леса» встречаются на юго-западе суши и покрывают менее 1 % поверхности, в основном на песчанике, на высоте 70-100 м (230—330 футов) над уровнем моря. Климат от субгумидного до субаридного, с годовым количеством осадков 600—1200 мм (24-47 дюймов). Растительность, достигающая 20 м в высоту (66 футов) с закрытым пологом, включает разнообразные деревья со многими эндемиками, такими как баобабы (Adansonia), Givotia madagascariensis и пальма Ravenea madagascariensis. Вырубка, расчистка и инвазивные виды, такие как опунции и агавы, угрожают этому типу растительности. По мнению WWF, он относится к экорегиону «субгумидные леса».
Самая засушливая часть Мадагаскара на юго-западе представляет собой уникальный экорегион «колючие леса» (WWF). Они покрывают около 4 % его площади на высоте ниже 300 м (980 футов) на известняковых и песчаниковых коренных породах. Среднегодовое количество осадков очень низкое и концентрируется в течение одного месяца или менее. Это густые заросли, состоящие из растений, приспособленных к засушливым условиям, в частности, благодаря сочным стеблям или листьям, превращенным в колючки. Характерными растениями являются эндемичные виды подсемейства Didiereoideae, баобабы и молочай. Более открытые прибрежные заросли кустарников в регионе классифицируются отдельно Атласом. Деградированный колючий лес занимает около 1 % поверхности и является результатом вырубки, расчистки и вторжения. Интродуцированные виды, такие как агавы и опунции, встречаются с остатками местной флоры.

### Луга, леса и кустарники
Луга преобладают на большей части Мадагаскара, более 75 % по данным некоторых авторов. В основном встречаются на центральных и западных плато, среди них преобладают травы C4, такие как обыкновенная Aristida rufescens и Loudetia simplex, и регулярно горят. Хотя многие авторы интерпретируют их как результат вырубки деревьев, разведения скота и преднамеренного сжигания, было высказано предположение, что по крайней мере некоторые из лугов могут быть первичной растительностью. Луга часто встречаются вперемешку с деревьями или кустарниками, включая экзотические сосны, эвкалипты и кипарисы.
В Атласе различают «лесисто-лугово-кустарниковую мозаику», покрывающую 23 % поверхности, и «плато лугово-лесисто-луговую мозаику», покрывающую 42 %. Оба вида встречаются на различных субстратах и составляют большую часть экорегиона WWF «субгумидные леса». На больших высотах и на разреженной почве они переходят в коренную жестколистную растительность, которая включает в себя, среди прочего, кустарники Астровые, Вересковые, Лавровые и Подокарповые,, и выделяется WWF как экорегион «эрикоидные заросли».
Вечнозеленый открытый лес или тип леса, тапиевый лес, находится на западном и центральном плато, на высоте 500—1800 м (1600-5900 футов). На нем преобладает одноименное дерево тапиа (Uapaca bojeri), которое занимает менее 1 % поверхности. Широкий региональный климат от субгумидного до субаридного, но тапиевые леса в основном встречаются в более сухих микроклиматах. К другим деревьям помимо тапии относятся эндемичные Астеропейные и Сарколеновые с травянистым подлеском. Тапиевые леса подвержены антропогенному давлению, но относительно хорошо приспособлены к пожарам. Он входит в экорегион WWF «субгумидные леса».

### Водно-болотные угодья
Во всех регионах встречаются болота, болотные леса и озера, а также реки и ручьи. Типичные виды влажных местообитаний включают несколько эндемичных осок Cyperus, папоротников, панданов (Pandanus) и дерева путешественника. Два вида кувшинок (Nymphaea lotus и N. nouchali) встречаются на западе и востоке соответственно. Лагуны в основном встречаются на восточном побережье, но встречаются и на западе; у них есть специализированная флора галофитов. Торфяные болота ограничены высокогорьями выше 2000 м над уровнем моря; их отличительная растительность включает, среди прочего, сфагновый мох и виды росянки (Drosera). Многие водно-болотные угодья были превращены в рисовые поля и в противном случае находятся под угрозой разрушения и загрязнения.
Мангровые заросли встречаются на западном побережье Мозамбикского пролива, от самого севера до юга от дельты реки Мангуки. Одиннадцать видов мангровых деревьев известны с Мадагаскара, из которых наиболее часто встречаются семейства Акантовые, Лецитисовые, Дербенниковые, Комбретовые и Ризофоровые. Мангровые леса находятся под угрозой вторжения и вырубки. WWF выделяет мангровые заросли Мадагаскара в отдельный экорегион.

## Истоки и эволюция

### Палеогеография
Высокое видовое богатство и эндемичность Мадагаскара объясняется его длительной изоляцией как континентального острова с мезозойской эры. Когда-то входивший в состав суперконтинента Гондвана, Мадагаскар отделился от континентальной Африки и Индийского субконтинента примерно 150—160 и 84-91 миллионов лет назад соответственно. Поэтому флора Мадагаскара долгое время рассматривалась преимущественно как реликт старой гондванской растительности, разделенной наместничеством в результате разделения континентов. Однако анализ молекулярных часов показывает, что большинство линий растений и других организмов иммигрировали через океан, учитывая, что они, по оценкам, отделились от континентальных групп задолго до распада Гондваны. Единственная эндемичная линия растений на Мадагаскаре, достаточно старая, чтобы быть возможным реликтом Гондваны, по-видимому, является Takhtajania perrieri (Винтеровые). Большинство сохранившихся групп растений имеют африканское сродство, что согласуется с относительно небольшим расстоянием до континента, а также имеет сильное сходство с островами Индийского океана: Коморскими, Маскаренскими и Сейшельскими островами. Однако существуют также связи с другими, более отдаленными флорами, такими как флоры Индии и Малезии.
После отделения от Африки Мадагаскар и Индия двинулись на север, к югу от 30° широты. В течение палеоцена и эоцена, теперь отделенный от Индии, Мадагаскар снова двинулся на север и пересек субтропический хребет. Этот переход, вероятно, вызвал сухой пустынный климат по всему острову, который позже сократился до того, что сегодня является субаридными колючими зарослями на юго-западе. Влажные леса, вероятно, сформировались еще в олигоцене, когда Индия очистила Восточное морское побережье, позволив пассатам приносить дожди, а Мадагаскар переместился к северу от субтропического хребта. Считается, что усиление муссонной системы в Индийском океане примерно восемь миллионов лет назад еще больше способствовало расширению влажных и субгумидных лесов в позднем миоцене, особенно в северной части региона Самбирано. Некоторые из лугов могут также относиться к позднему миоцену, когда произошло глобальное расширение лугов.

### Эволюция видов
Существует несколько гипотез относительно того, как растения и другие организмы диверсифицировались в такое большое количество видов на Мадагаскаре. В основном они предполагают, что либо виды расходились в парапатрии, постепенно приспосабливаясь к различным условиям окружающей среды на острове, например, засушливым по сравнению с влажным, или равнинным по сравнению с горными средами обитания, либо что препятствия, такие как большие реки, горные хребты или открытая земля между фрагментами леса, благоприятствовали аллопатрическому видообразованию. Мадагаскарская линия молочая встречается по всему острову, но у некоторых видов появились сочные листья, стебли и клубни в процессе адаптации к засушливым условиям. Напротив, эндемичные древовидные папоротники (Cyathea) эволюционировали в очень схожих условиях во влажных лесах Мадагаскара в результате трех недавних излучений в плиоцене.
Считается, что фауна Мадагаскара в определенной степени эволюционировала вместе с его флорой: знаменитый мутуализм растений-опылителей, предсказанный Чарльзом Дарвином, между орхидеей Angraecum sesquipedale и мотыльком Xanthopan morganii, обнаружен на острове. Было высказано предположение, что крайне нестабильные осадки на Мадагаскаре создали непредсказуемые модели цветения и плодоношения растений; это, в свою очередь, сузило бы возможности для животных, питающихся цветами и плодами, и могло бы объяснить их относительно низкую численность на Мадагаскаре. Среди них лемуры являются наиболее важными, но историческое вымирание гигантских лемуров, вероятно, лишило некоторые крупносемянные растения их распространителей семян. Вымершая мегафауна Мадагаскара также включала травоядных, таких как две гигантские черепахи (Aldabrachelys) и малагасийские бегемоты, но неясно, в какой степени их среда обитания напоминала сегодняшние широко распространенные луга.

## Исследования и документация

### Ранние натуралисты

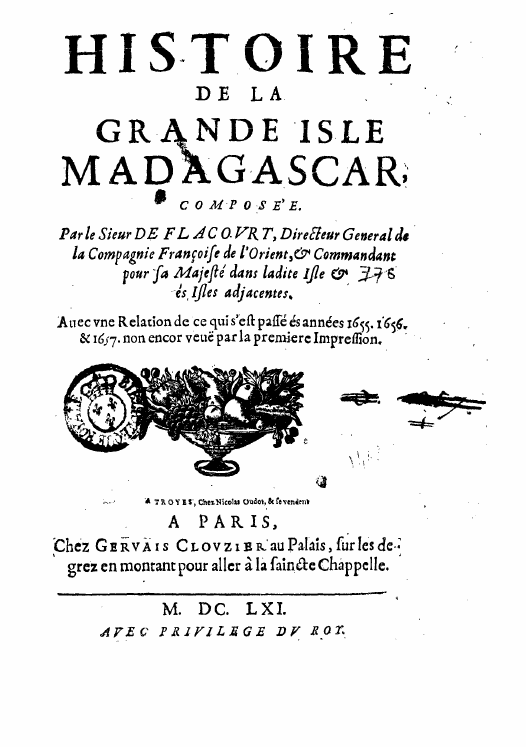
История великого острова Мадагаскар Этьена де Флакура (1658 г.) была первым подробным письменным отчетом о Мадагаскаре.

Мадагаскар и его естественная история оставались относительно неизвестными за пределами острова до 17 века. Его единственными зарубежными связями были случайные арабские, португальские, голландские и английские моряки, которые привозили домой анекдоты и рассказы о сказочной природе Мадагаскара. С ростом влияния французов в Индийском океане, в последующие столетия именно французские натуралисты документировали флору Мадагаскара.
Этьен де Флакур, посланник Франции на военном посту Форт-Дофин (Толаньяро) на юге Мадагаскара с 1648 по 1655 год, написал первый подробный отчет об острове, История великого острова Мадагаскар (1658), с главой, посвященной флоре. Он был первым, кто упомянул эндемичное растение Nepenthes madagascariensis и мадагаскарский барвинок. Примерно столетие спустя, в 1770 году, французские естествоиспытатели и путешественники Филибер Коммерсон и Пьер Соннера посетили остров с Иль-де-Франс (ныне Маврикий). Они собрали и описали ряд видов растений, и многие из образцов Коммерсона были описаны позже Жан Батистом Ламарком и Жан-Луи Мари Пуаре во Франции.:93–95 Соннера описал, среди прочего, символическое дерево путешественника. Другой современник, Луи Мари Обер дю Пети-Туар, также посетил Мадагаскар с Иль-де-Франс; он собирал на острове в течение шести месяцев и написал, среди прочего, Histoire des végétaux recueillis dans les îles australes d’Afrique и работу об орхидеях Мадагаскара и Маскаренских островов.:344–345

### 19-20 века
Французский натуралист Альфред Грандидье был выдающимся специалистом 19 века в области малагасийской дикой природы. За его первым визитом в 1865 году последовали еще несколько экспедиций. Он составил атлас острова, а в 1885 году опубликовал L’Histoire physique, naturelle et politique de Madagascar, которая включала 39 томов. Хотя его основной вклад был в зоологию, он также был плодовитым коллекционером растений; несколько растений были названы в его честь, в том числе баобаб Грандидье (Adansonia grandidieri) и эндемичный суккулентный род Didierea.:185–187 Британский миссионер и естествоиспытатель Ричард Барон, современник Грандидье, жил на Мадагаскаре с 1872 по 1907 год, где он также собирал растения и обнаружил до 1000 новых видов; многие из его образцов были описаны ботаником Джоном Гилбертом Бейкером. Барон был первым, кто каталогизировал сосудистую флору Мадагаскара в своем Compendium des plantes malgaches, включая более 4700 видов и разновидностей, известных в то время.

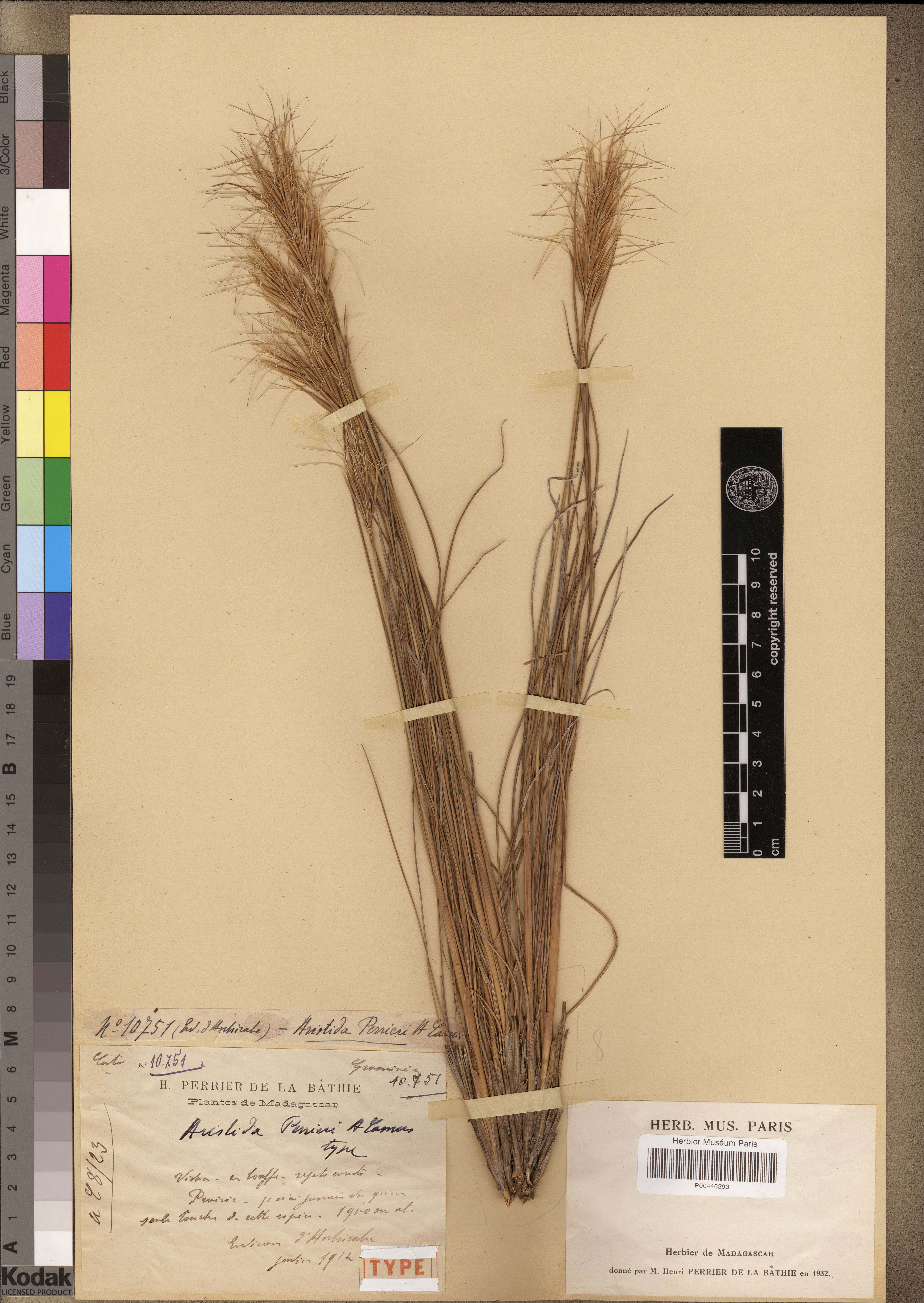
Sartidia perrieri, ныне вымерший вид травы, собранный только один раз Анри Перье-де-ла-Бати в 1914 году и описанный Эме Камю

Во время французского колониального периода (1897—1958), Анри Перье де ла Бати был крупным ботаником на Мадагаскаре. Начав учебу в 1896 году, он составил большой гербарий, который позже передал Национальному музею естественной истории в Париже. Среди его публикаций были, в частности, первая классификация растительности острова, La végétation malgache (1921), и Biogéographie des plantes de Madagascar (1936), и он руководил публикацией Catalogue des plantes de Madagascar в 29 томах.:338–339 Его современник и соратник Анри Умбер, профессор в Алжире, а затем в Париже, совершил десять экспедиций на Мадагаскар и в 1936 году инициировал и отредактировал серию монографий Flore de Madagascar et des Comores.:214–215 Ряд других важных ботаников, работавших в колониальную эпоху вплоть до независимости Мадагаскара, описали более 200 видов растений каждый: Эме Камю жила во Франции и специализировалась на травах; Рене Капюрон внес большой вклад в изучение флоры древесных растений; и Жан Боссе, директор французского института ORSTOM в Антананариву, работал с травами, осокой и орхидеями.:32–33 Роже Эйм был одним из крупнейших микологов, работающих на Мадагаскаре.

### Исследования в 21 веке
Сегодня национальные и международные исследовательские институты документируют флору Мадагаскара. В ботаническом и зоологическом саду Цимбазаза находится ботанический сад и крупнейший в стране гербарий с более чем 80 000 образцов. Гербарий FO.FI.FA (Центр исследований развития сельских районов) насчитывает около 60 000 образцов преимущественно древесных растений; некоторые из них, а также гербарий Цимбазаза были оцифрованы и доступны в Интернете через JSTOR и Tropicos. В университете Антананариву есть кафедра биологии и экологии растений.
За пределами страны Королевский ботанический сад в Кью является одним из ведущих учреждений по пересмотру семейств растений Мадагаскара; он также поддерживает Мадагаскарский Центр Охраны Природы Кью и сотрудничает с Silo National des Graines Forestières в создании банка семян мадагаскарских растений в рамках проекта Millennium Seed Bank. Национальный музей естественной истории в Париже традиционно был одним из центров исследования флоры Мадагаскара. IОн содержит гербарий с примерно 700000 образцов малагасийских растений, банк семян и живую коллекцию, а также продолжает редактировать серию Flore de Madagascar et des Comores, начатую Гумбертом в 1936 году. Ботанический сад Миссури поддерживает Каталог растений Мадагаскара, крупный онлайн-ресурс, а также имеет постоянную базу на Мадагаскаре.

## Человеческое воздействие
Мадагаскар был колонизирован сравнительно недавно, по сравнению с другими территориями, причем первые свидетельства существования людей – прибывших из Африки или Азии – датируются 2300 или, возможно, 4000 лет назад. Предполагается, что люди впервые остановились вблизи побережья и проникли в глубь страны лишь несколько столетий спустя. Поселенцы оказали глубокое влияние на долгое время изолированную окружающую среду Мадагаскара посредством расчистки земель и пожаров, интродукции крупного рогатого скота зебу, и, вероятно, охоты на вымирающую местную мегафауну, включая, среди прочего, птиц-слонов, гигантских лемуров и гигантских черепах. Первые европейцы прибыли в 16-м веке, положив начало эпохе зарубежных обменов. Рост населения и преобразование ландшафта происходили особенно быстро с середины 20 века.

### Использование местных видов

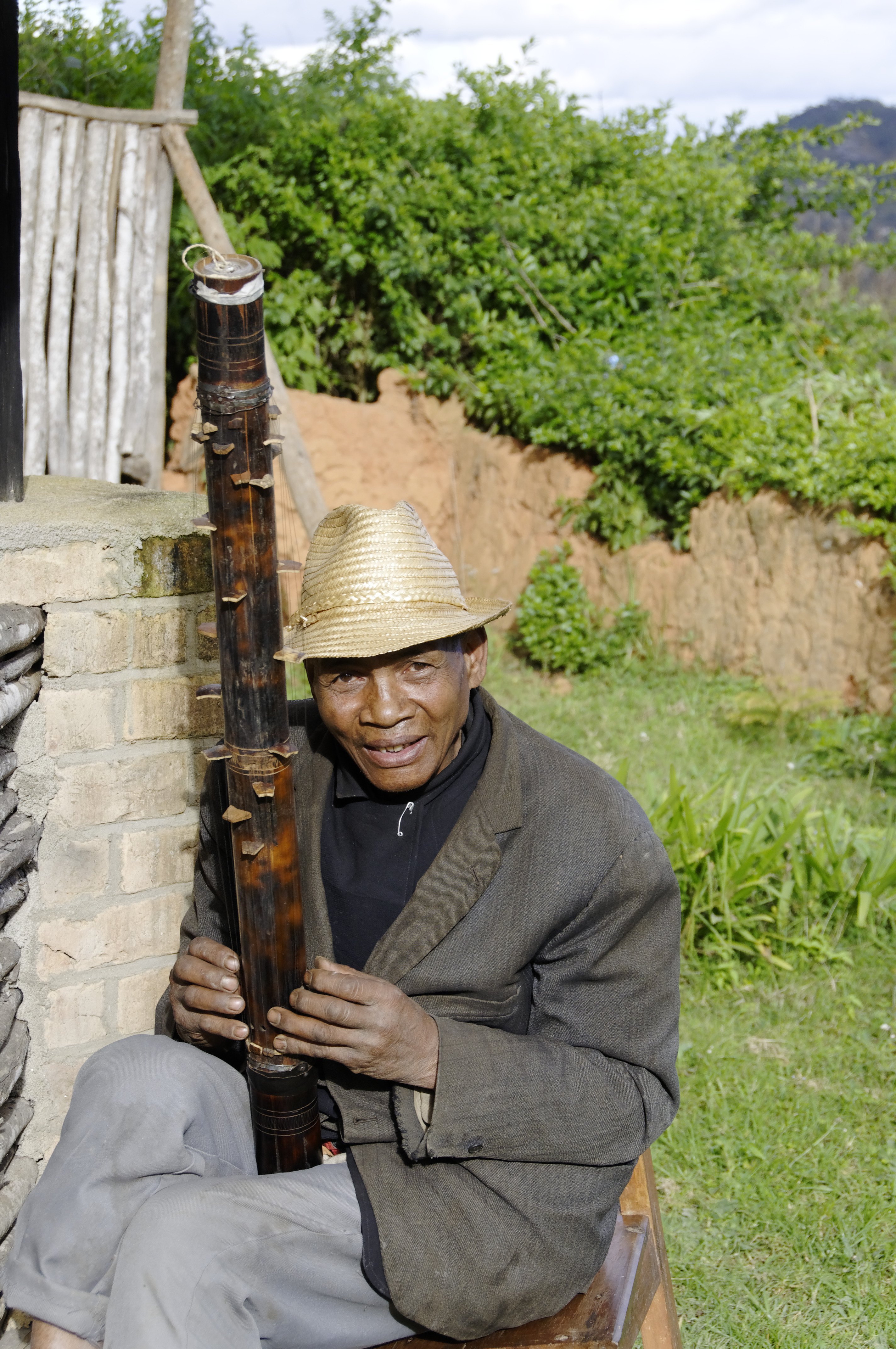
An elderly man sitting with a valiha instrument on his knees in front outside a house

Местная флора Мадагаскара использовалась и до сих пор используется малагасийцами для различных целей. Более сотни растений, используемых в местном масштабе и в коммерческих целях, были описаны в конце XIX века английским естествоиспытателем Ричардом Бароном. Сюда входили многие древесные деревья, такие как местное эбеновое дерево (Diospyros) и розовое дерево (Dalbergia), пальма рафия Raphia farinifera, используемая для производства волокна, красильных растений, а также лекарственных и съедобных растений.
Дерево путешественника используется на востоке Мадагаскара по-разному, главным образом в качестве строительного материала. Национальный инструмент Мадагаскара валиха сделан из бамбука и дал свое название эндемическому роду Валиха. Ямс (Dioscorea) на Мадагаскаре включает интродуцированные, широко культивируемые виды, а также около 30 эндемиков, все съедобные. Съедобные грибы, включая эндемичные виды, собирают и продают на месте (См. выше, Разнообразие и эндемизм: Не сосудистые растения и грибы).
Многие местные виды растений используются в качестве лечебных трав при различных недугах. Этноботаническое исследование в юго-западном прибрежном лесу, например, обнаружило 152 местных растения, используемых в местных медицинских целях, а по всей стране более 230 видов растений использовались в качестве традиционных средств лечения малярии. Разнообразная флора Мадагаскара имеет потенциал для исследования природных продуктов и производства лекарств в промышленных масштабах; мадагаскарский барвинок (Cataranthus roseus), источник алкалоидов, используемых для лечения различных видов рака, является известным примером.

### Сельское хозяйство
Одна из характерных черт сельского хозяйства Мадагаскара — повсеместное выращивание риса. Крупа являются одним из основных продуктов малагасийской кухни и являются важной экспортной культурой с доколониальных времен. Вероятно, он был завезен ранними австронезийскими поселенцами, и археоботанические остатки свидетельствуют о его присутствии на Мадагаскаре, по крайней мере, к 11 веку. Сорта индика и японика были интродуцированы на раннем этапе. Рис впервые был выращен на илистых равнинах и болотах у побережья, достигнув высокогорья гораздо позже. Его широкое выращивание на террасных полях способствовало расширению королевства Имерина в 19 веке. Важной причиной потери водно-болотных угодий стало преобразование земель для выращивания риса.
Считается, что другие основные культуры, такие как большой ямс, кокосовый орех, таро и куркума были завезены ранними поселенцами из Азии. Другие культуры имеют вероятное африканское происхождение, такие как коровий горох, бамбарский земляной орех, масличная пальма и тамаринд. Некоторые культуры, такие как теф, сорго, африканское просо и плантан, возможно, присутствовали до колонизации, но возможно, что люди принесли новые сорта. Предположительно, арабские торговцы привозили такие фрукты, как манго, гранат и виноград. Позднее европейские торговцы и колонисты начали выращивать такие культуры, как личи и авокадо, и способствовали выращиванию на плантациях экспортных товаров, таких как гвоздика, кокос, кофе и ваниль.:107 Сегодня Мадагаскар является основным производителем ванили в мире.
Лесное хозяйство Мадагаскара включает в себя множество экзотических видов, таких как эвкалипты, сосны и акации. Традиционное подсечно-огневое земледелие (tavy), практикуемое на протяжении веков, сегодня ускоряет потерю первичных лесов по мере роста населения (См. ниже, Угрозы и сохранение).

### Интродуцированные растения
На Мадагаскаре было зарегистрировано более 1300 экзотических растений, из которых наиболее часто встречаются семейство Бобовые (Fabaceae). Это составляет около 10 % по отношению к местной флоре, что ниже, чем на многих островах, и ближе к тому, что известно для континентальной флоры. Многие экзотические виды растений были завезены для сельского хозяйства или других целей. Около 600 видов натурализовались, а некоторые считаются инвазивными. Печально известный пример — южноамериканский водный гиацинт (Eichhornia crassipes), который широко распространился в субтропических и тропических регионах и считается серьезным вредителем растений на водно-болотных угодьях. В целом инвазивные растения распространяются в основном в уже нарушенной вторичной растительности, а оставшиеся первичные леса востока, по-видимому, мало затронуты.
Кактус опунция монаканта Opuntia monacantha, был завезен на юго-запад Мадагаскара в конце 18 века французскими колонизаторами, которые использовали его в качестве естественной ограды для защиты военных фортов и садов. Кактус быстро распространился и нашел применение в качестве корма для скота у скотоводов Антандроя. В начале 20-го века кошенили были интродуцированы в качестве биологического средства борьбы с растениями-сорняками; они быстро уничтожили большую часть кактусов. Это, вероятно, привело к голоду среди народа Антандрой, хотя некоторые авторы оспаривают причинную связь между голодом и уничтожением кактусов. Сегодня несколько видов опунций снова присутствуют, в основном, на юге, а в некоторых районах распространяются среди местной растительности.
Опунция иллюстрирует дилемму интродукции растений: в то время как многие авторы рассматривают экзотические растения как угрозу для местной флоры, другие утверждают, что они еще не были напрямую связаны с исчезновением местных видов и что некоторые могут действительно принести экономические или экологические выгоды. Ряд растений, произрастающих на Мадагаскаре, стали инвазивными в других регионах, например, дерево путешественника на Реюньоне и яркое дерево (Delonix regia) в различных тропических странах.

### Угрозы и сохранение

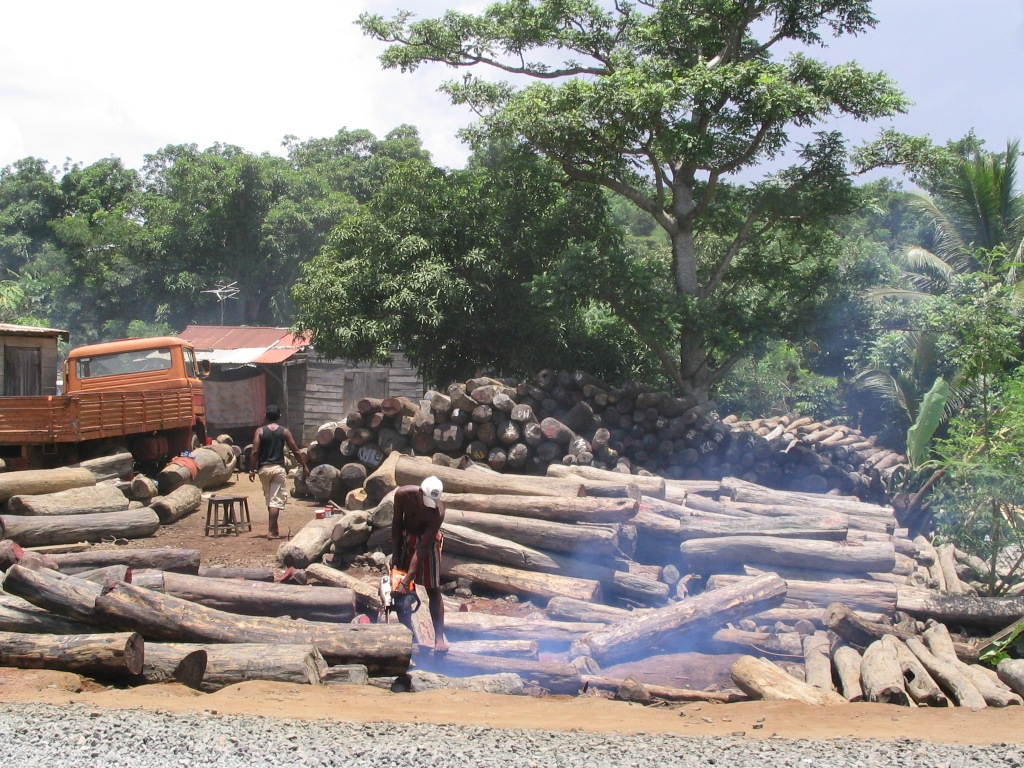
Незаконная вырубка розового дерева на севере Мадагаскара

Мадагаскар, вместе с соседними островами, считается горячей точкой биоразнообразия из-за его высокого видового богатства и эндемизма в сочетании с резким сокращением первичной растительности. Шесть из семи экорегионов WWF на Мадагаскаре (см. Типы растительности) считаются «критическими / находящимися под угрозой исчезновения». Данные о распространении и статусе многих местных растений на Мадагаскаре все еще отсутствуют, но Красная книга 2011 года оценила 1676 эндемичных видов сосудистых растений и обнаружила, что более 1000 из них находятся под угрозой исчезновения или находятся в критической опасности.
Быстрый рост населения и экономическая активность влекут за собой утрату и фрагментацию среды обитания, в частности, массовое обезлесение. Лесной покров уменьшился примерно на 40 % с 1950-х по 2000 год, а оставшиеся леса сильно фрагментированы. Подсечно-огневое культивирование имеет давнюю традицию, но с учетом все более плотного населения лес вырубается быстрее, чем отрастает, особенно на влажном востоке. Кроме того, незаконная вырубка роскошных пород древесины, таких как палисандр и черное дерево, увеличилась, особенно в связи с политическим кризисом на Мадагаскаре 2009 года. Редкие растения, такие как эндемичные суккуленты и баобабы, находятся под угрозой из-за урожая и торговли овощами, продуктами питания или косметикой. Ожидается, что глобальное потепление приведет к сокращению или смещению климатически подходящих районов для растений и угрожает прибрежным местам обитания, таким как прибрежные леса, из-за повышения уровня моря.
Сохранение естественной среды обитания на Мадагаскаре сосредоточено на более чем шести миллионах гектаров (23000 квадратных миль) — около десяти процентов от общей площади суши — национальных парков и других природных заповедников, площадь которых увеличилась в три раза с 2003 по 2013 год. Эти охраняемые территории включают объекты всемирного наследия: Цинги-де-Бемараха и тропические леса Ацинананы. Некоторые находящиеся под угрозой исчезновения виды растений были выращены ex situ в рамках программ питомников, а семена были собраны и сохранены в проекте Millennium Seed Bank. Мадагаскар — страна с наибольшей долей флоры, включенной в конвенцию CITES, цель которой — контролировать торговлю исчезающими видами. Для сокращения нерационального обезлесения местными общинами было предложено улучшить планирование землепользования, интенсификацию и диверсификацию сельскохозяйственных культур, продвижение недревесных лесных ресурсов, расширение экономических возможностей за счет гарантий владения землей и доступа к кредитам, а также планирования семьи. Восстановление коридоров диких животных между фрагментированными местами обитания для поддержки миграции видов было предложено для адаптации к изменению климата. Чтобы уменьшить потерю видов в прибрежных районах, намеченных для добычи титана, соглашения с горнодобывающей компанией QMM включают выделение заповедных зон и восстановление среды обитания.